# Charenton-du-Cher
Charenton-du-Cher je naselje in občina v osrednjem francoskem departmaju Cher regije Center. Leta 2009 je naselje imelo 1.145 prebivalcev.

## Geografija
Kraj leži v pokrajini Berry ob reki Marmande in kanalu de Berry, 45 km jugovzhodno od Bourgesa.

## Uprava
Charenton-du-Cher je sedež istoimenskega kantona, v katerega so poleg njegove vključene še občine Arpheuilles, Bannegon, Bessais-le-Fromental, Coust, Le Pondy, Saint-Pierre-les-Étieux, Thaumiers in Vernais s 3.985 prebivalci.
Kanton Charenton-du-Cher je sestavni del okrožja Saint-Amand-Montrond.

## Zanimivosti
- cerkev sv. Martina iz 11. stoletja,
- ruševine nekdanje benediktinske opatije Notre-Dame de Bellevaux, ustanovljene leta 620.